# Rathausball-Tänze
Rathausball-Tänze (Danses du bal de l'hôtel de ville) est une valse de Johann Strauss II (op. 438). L'œuvre est créée le 12 février 1890 au Neuen Rathaus de Vienne.

## Histoire
La valse est créée à l'occasion du premier concert au Neuen Rathaus de Vienne sous la direction d'Eduard Strauss, frère du compositeur. L'hôtel de ville lui-même avait déjà ouvert ses portes en 1883, mais ce n'est qu'en 1890 que la salle de concert suit. De nombreuses célébrités de toute la monarchie du Danube viennent marquer l’occasion. Outre celui de Strauss, plusieurs autres orchestres civils et militaires s'y produisent. La réaction à cette valse de Strauss est limitée. Son travail ne devient pas particulièrement populaire.

## Durée
Sa durée d'exécution est d'environ 8 minutes et 40 secondes. Elle peut varier légèrement selon l'interprétation musicale du chef d'orchestre.

## Interprétation notable
En 2012, la pièce est jouée lors du célèbre concert du nouvel an à Vienne, sous la direction de Mariss Jansons.